# Ајше-султанија (ћерка Михримах-султаније)
Хумашах Ајше-султанија (тур. Hümaşah Ayşе Hanımsultan) била је ћерка Михримах-султаније и Рустем-паше, унука Сулејмана Величанственог и султаније Хурем.

## Биографија
Рођена је 25. августа 1547. године у Истанбулу. 
Забележено је да је била неизмерно вољена од стране Хурем-султаније и султана Сулејмана, и да је доста времена проводила са својом сестром од стрица Хумашах-султанијом.

## Бракови
Као четрнаестогодишњакиња, Ајше се удала 27. новембра 1561. године за Шемси Ахмет-бега, будућег великог везира. Сам Ахмед-бег је такође био члан династије; његова мајка је била Шахниса-султанија, ћерка шехзаде Абдулаха и унука султана Бајазита. Поред регуларних примања, Михримах-султанија је Ајше и њеном супругу сваке недеље слала 2 000 дуката, а након смоје смрти је сво богатство превела тестаментом њеној ћерци Ајше и њеним унукама.
Током владавине Мурата III, Ајше је склопила политички савез са Хасеки-султанијом њеног брата од стрица султана Мурата, Сафије, који је деловао против султаније Нурбану и Мехмед-паше Соколовића, који је довео њеног супруга Ахмед-пашу на место следећег Великог везира.
Већ у априлу 1580. године, Ајше-султанија остаје удовица, да би крајем исте године преминула њена најстарија ћерка Салиха-султанија, која је била супруга Џигализаде Синан-пашу. У марту 1581. године, Ајше-султанија је убедила султана да ожени удовца њене ћерке, Џигализаде Синан-пашу за њену млађу ћерку, Сафије, с циљем даљег политичког ангажовања у Топкапију.
7. априла 1582. године, Ајше-султанија је била преудата за Феридун Ахмед-пашу, који је био главни царски писар. Брак је трајао непуних годину дана, пошто је паша преминуо у марту 1583. године.
У марту 1591. године, Ајше-султанија је исплатила трошкове стотину галија да би довела свог зета Синан-пашу на место адмирала флоте(Капудан-паше). Поставила је свог сина Мехмед-бега намесником Херцеговине, који је убијен у бици код Сиска у јуну 1593. године. Синан-паша је успео да наговори султана Мурата да објаве рат Мађарима, који су захтевале управо Ајше-султанија и Гевхерхан-султанија, желећи да освете смрт својих синова.
Ајше-султанија је први пут пошла на хаџ 1595. године, а 1598. године је наредила изградњу фонтане у Ускудару.
Када је султан Ахмед ступио на престо, Ајше је примала исплате од 150 аспера дневно. Финансирала је изградњу нове фонтане 1612. године у Салачаку. У марту 1618. године, султан Осман је наредио да се Ајше-султанији додели наследство ослобођених робова њене мајке који су преминули у Египту.
Ајше-султанија је други пут пошла на ходочашће 1618. године са Азиз Махмуд-ефендијом, који је према неким веровањима био њен трећи супруг. Умрла је 1620. године. Речено је да је након њене смрти оставила богатије наслеђе од државне благајне; 780 000 златника, 100 000 сребрњака и много драгуља.

## Потомство
Сву децу коју је имала Ајше-султанија, били су из првог брака.
Синови
- Мехмед-бег (ум. 1605) - санџак-бег Херцеговине.
- Мустафа-бег (ум. 22. јун 1593) - санџак-бег Клиса. Погинуо у бици код Сиска.
- Осман-бег (ум. 1590) - санџак-бег Шебинкарахисара.
- Махмут-бег (ум. 1602)
- Абдурахман-бег (ум. 1597); оженио се кћерком своје сестре Салихе, са којом је имао сина Семин Мехмет-пашу (ум. 1646), који је био велики везир за време султана Ибрахима.

Кћери
Ајше-султанија је имала четири кћери: Салиху, Сафије, Хатиџе и Фатму.
- Салиха-султанија (тур. Saliha Hanım) (1562 — 1580) - најстарије дете Ајше-султаније. Удата у октобру 1576. године за Јусуф Синан-пашу. За њено венчање је њена бака Михримах-султанија потрошила 70 000 акчи. Умрла је крајем 1580. године, пре своје мајке. Са њим је имала двоје деце:
  - Махмуд-бег (1577—1643); који се 1612. године оженио Шах-султанијом, рођеном сестром султана Ахмета.
  - Ајше-хатун; удала се за свог ујака Абдулрахман-бега (ум. 1597), рођеног брата њене мајке, са којим је имала сина:
    - Семин Мехмед-паша (1597-1646), био је велики везир за време султана Ибрахима.
- Сафије-султанија (тур. Safiye Hanım) (1566 — 1624) - удата у марту 1581. године за Јусуф Синан-пашу, супруга своје покојне сестре Салихе. Са њим је имала:
  - Хусејин-бег
  - Сулејман-бег
  - Мехмет-бег, који се 1613. године оженио једном од кћери султана Мурата III.
- Хатиџе-султанија (тур. Hatiçe Hanım) (1568 — 1594) - Удата је за капиџибаши Махмут-бега у децембру 1584. године. Речено је да је Хатиџе била веома имућна. Махмут-бег је по жељи Нурбану султаније требало да ожени Ајше-султанију, ћерку Мурата III, али одлуком султана, оженио је Махмуд-бега са Хатиџе.
- Фатма-султанија (1579 — ?) - удата у марту 1596. године за Јеменли Хасан-пашу (ум. 1608), намесника Јемена и Египта.